# Hendrik Goudsteen
Œuvres principales
O salich heylich Bethlehem
Hendrik Goudsteen (1618- ?) est un compositeur de la république des Sept Pays-Bas-Unis. 

## Vie
On sait peu de choses sur la vie de Goudsteen, à part qu'il s'est marié à la vieille église d'Amsterdam en 1648 et qu'il a habité rue des Agnites.

## Œuvre
On connaît de lui une mise en musique du chant de Noël O salich heylich Bethlehem (Bethléem, bienheureuse ville sainte) à quatre voix et basse continue.  En outre, on garde une trace d'une pièce de circonstance, Nuw-jaar gift ge-eygend, an alle recht-sinnige lief-hebbers der ware christelijke verbeterde gods-dienst (Étrennes, destinées aux amateurs orthodoxes de la vraie religion chrétienne améliorée), dont les paroles, insérées dans le troisième volume du Distelvink (Le Chardonneret) de Jacob Steendam, publié à Amsterdam par Pieter-Diederik Boeteman en 1650, furent déjà publiées, avec l'harmonisation de Goudsteen, en 1641.

## Ressources

### Discographie
- Hodie Christus natus est: Christmas music in The Netherlands, Cappella Amsterdam, sous la direction de Jan Boeke, 1990, Lindenberg LBCD19.